# Dysstroma olovacea
Dysstroma olovacea là một loài bướm đêm trong họ Geometridae.